# بيلا بالوف
بيلا بالوف (بالمجرية: Balogh Béla)‏ هو لاعب كرة قدم مجري، ولد في 30 ديسمبر 1984 في بودابست في المجر. شارك مع منتخب المجر لكرة القدم. أما مع النوادي، فقد لعب مع ريال مورسيا وكولتشستر يونايتد ونادي بودابست.

## وصلات خارجية
- بيلا بالوف على موقع اتحاد المجر (الهنغارية)
- بيلا بالوف على موقع قاعدة بيانات كرة القدم.إي يو (الإنجليزية)
- بيلا بالوف على موقع ناشيونال فوتبول تيمز (الإنجليزية)
- بيلا بالوف على موقع Soccerbase.com (لاعب) (الإنجليزية)